# Liste von polnischen Panzerzügen
Dies ist eine Liste von polnischen Panzerzügen (polnisch Pociąg pancerny, kurz: P.P.), die bis zum Zweiten Weltkrieg eingesetzt wurden.

## Panzerzüge

### Polnisch-Ukrainischer Krieg(1918–1919)
- P.P. 1 „Piłsudczyk“
- P.P. 2 „Śmiały“

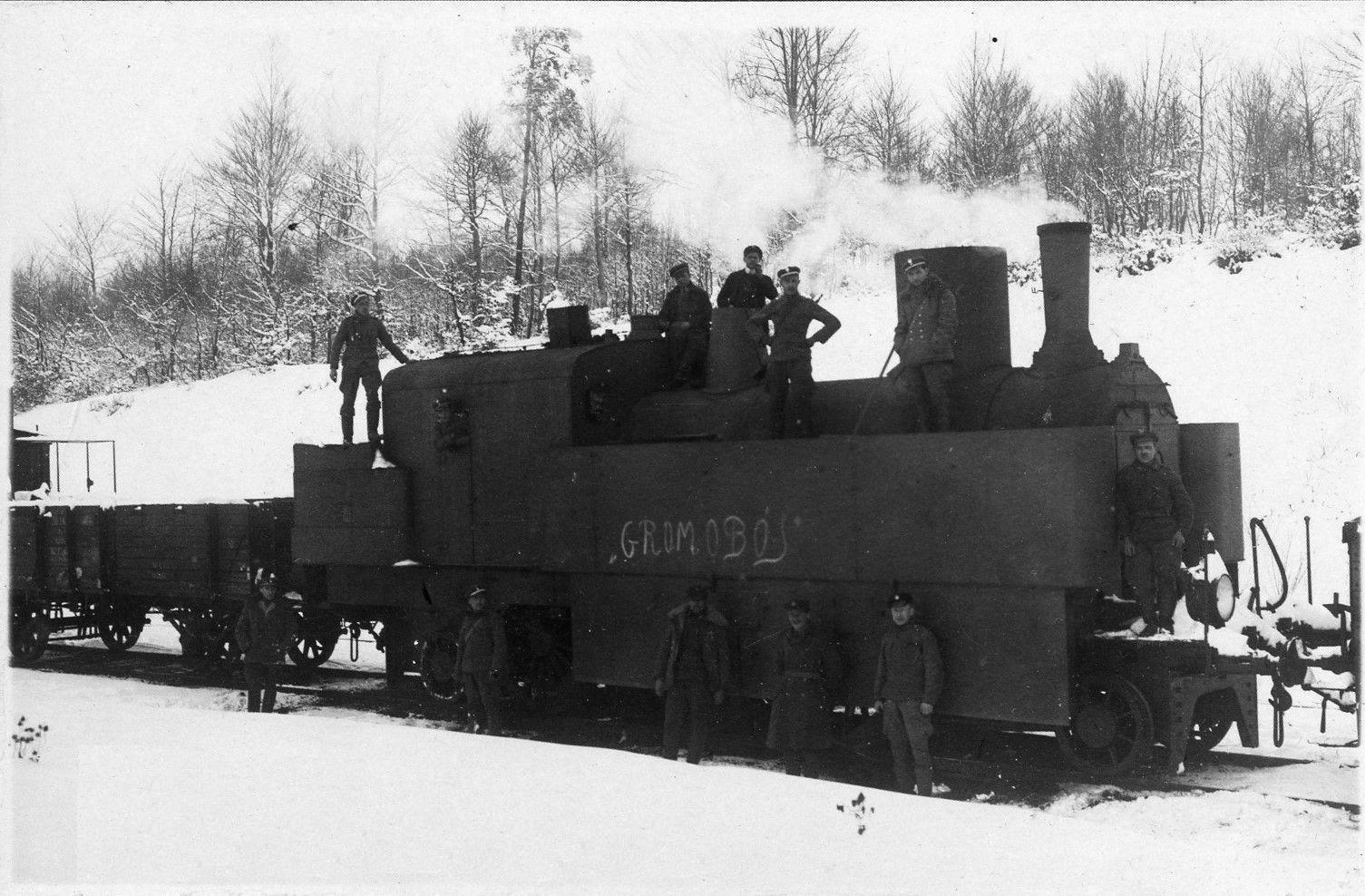
Panzerzug Nr. 6 „Gromobój“ (1919)

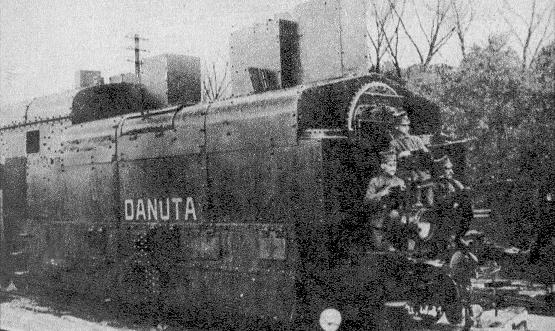
Panzerzug Nr. 9 „Danuta“ (1919)

- P.P. 3 „Lwowianin“ / „Pepetrojka“ / „Lis-Kula“
- P.P. 4 „Hallerczyk“
- P.P. 5 „Odsiecz I“
- P.P. 6 „Gromobój“
- P.P. 7 „Kozak“
- P.P. 7 „Smok“
- P.P. 8 „Rozwadowczyk“ / „Wilk“
- P.P. 9 „Danuta“
- P.P. 10 „Pionier“
- P.P. 11 „Poznańczyk“
- P.P. 12 „Kaniów“
- P.P. 13 „Boruta“
- P.P. 14 „Zagończyk“
- P.P. 15 „Groźny“
- P.P. „Związek Broni“

### Polnisch-Sowjetischer Krieg(1919–1921)
- P.P. 1 „Piłsudczyk“
- P.P. 2 „Śmiały“
- P.P. 3 „Lis-Kula“
- P.P. 4 „Hallerczyk“
- P.P. 5 „Piłsudczyk-szeroki“
- P.P. 5 „Król Stefan Batory“
- P.P. 6 „Generał Iwaszkiewicz“
- P.P. 7 „Generał Śmigły-Rydz“
- P.P. 7 „Bolesław Chrobry“
- P.P. 8 „Generał Konarzewski“
- P.P. 9 „Danuta“
- P.P. 10 „Pionier Szeroki“
- P.P. 11 „Poznańczyk“
- P.P. 12 „Kaniów“
- P.P. 13 „Boruta“
- P.P. 13 „Boruciątko“
- P.P. 13 „Zawisza Czarny“
- P.P. 14 „Zagończyk“
- P.P. 15 „Paderewski“
- P.P. 16 „Mściwy“ / „Mściciel“
- P.P. 17 „Saper“
- P.P. 17 „Rzepicha“
- P.P. 17 „Reduta Ordona“
- P.P. 18 „Odsiecz II“
- P.P. 18 „Huragan“

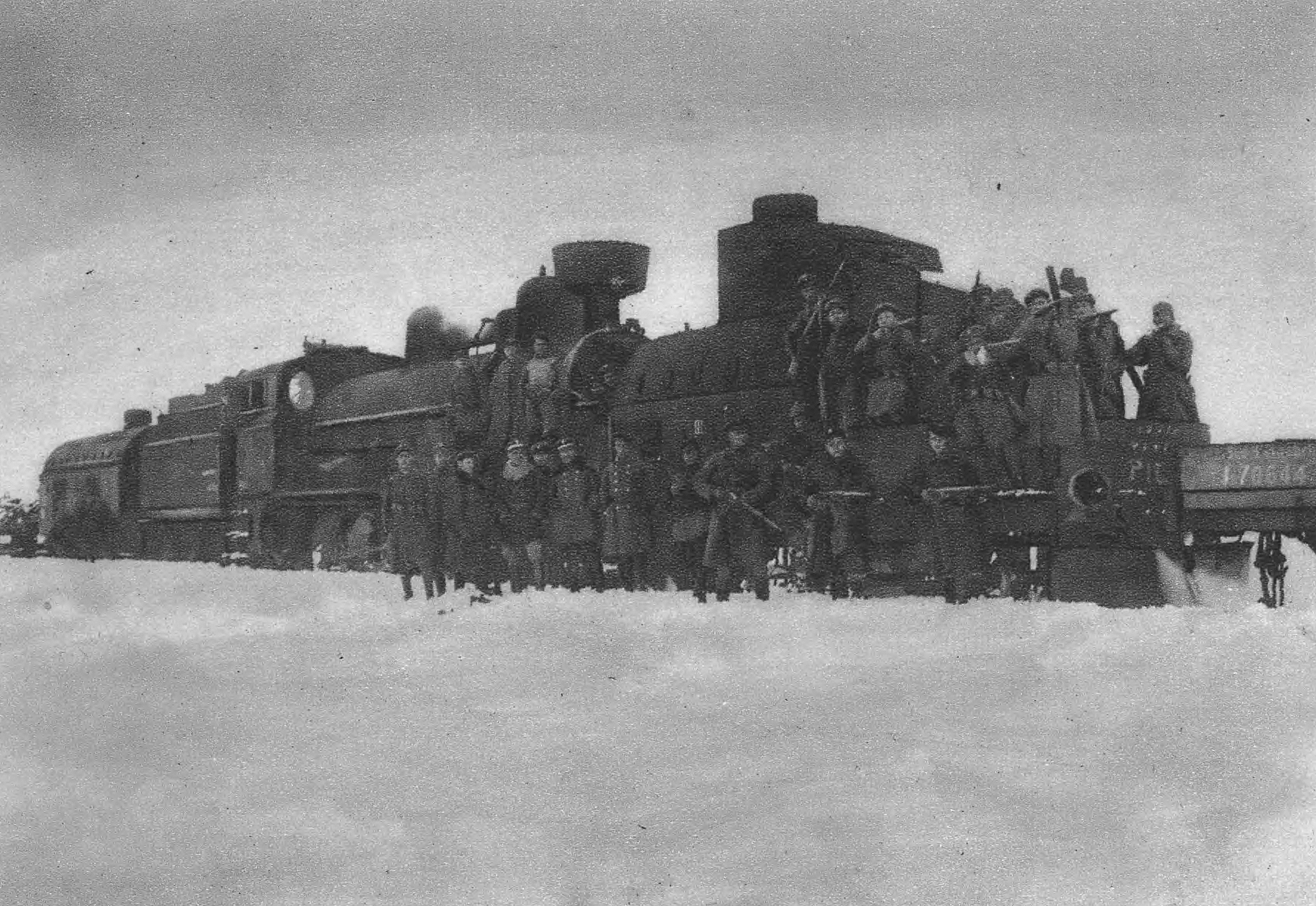
Panzerzug Nr. 1 „Piłsudczyk“ (1920)

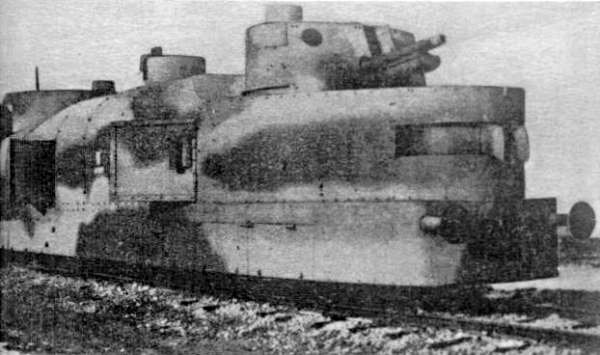
Panzerzug Nr. 2 „Śmiały“ (1919)

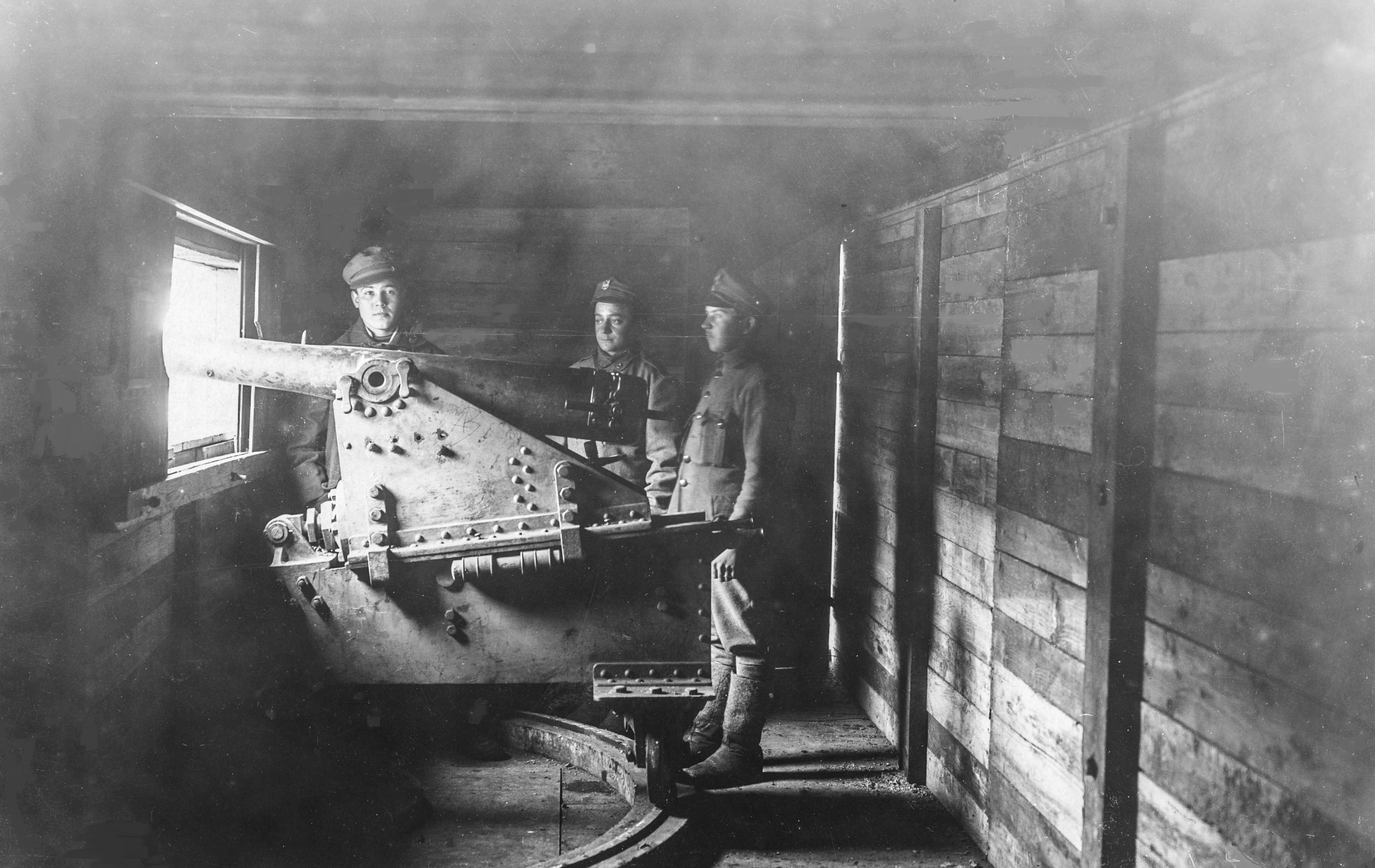
Panzerzug Nr. 2 „Śmiały“ (1919)

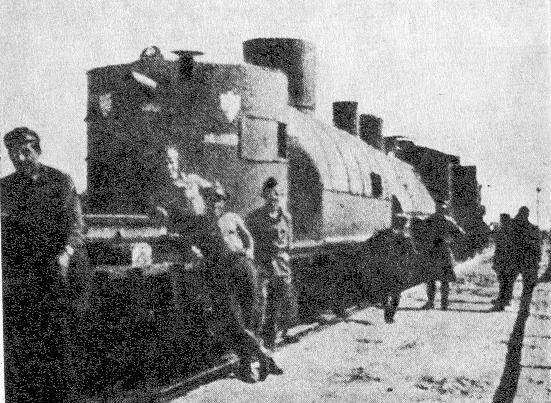
Panzerzug Nr. 4 „Hallerczyk“ (1920)

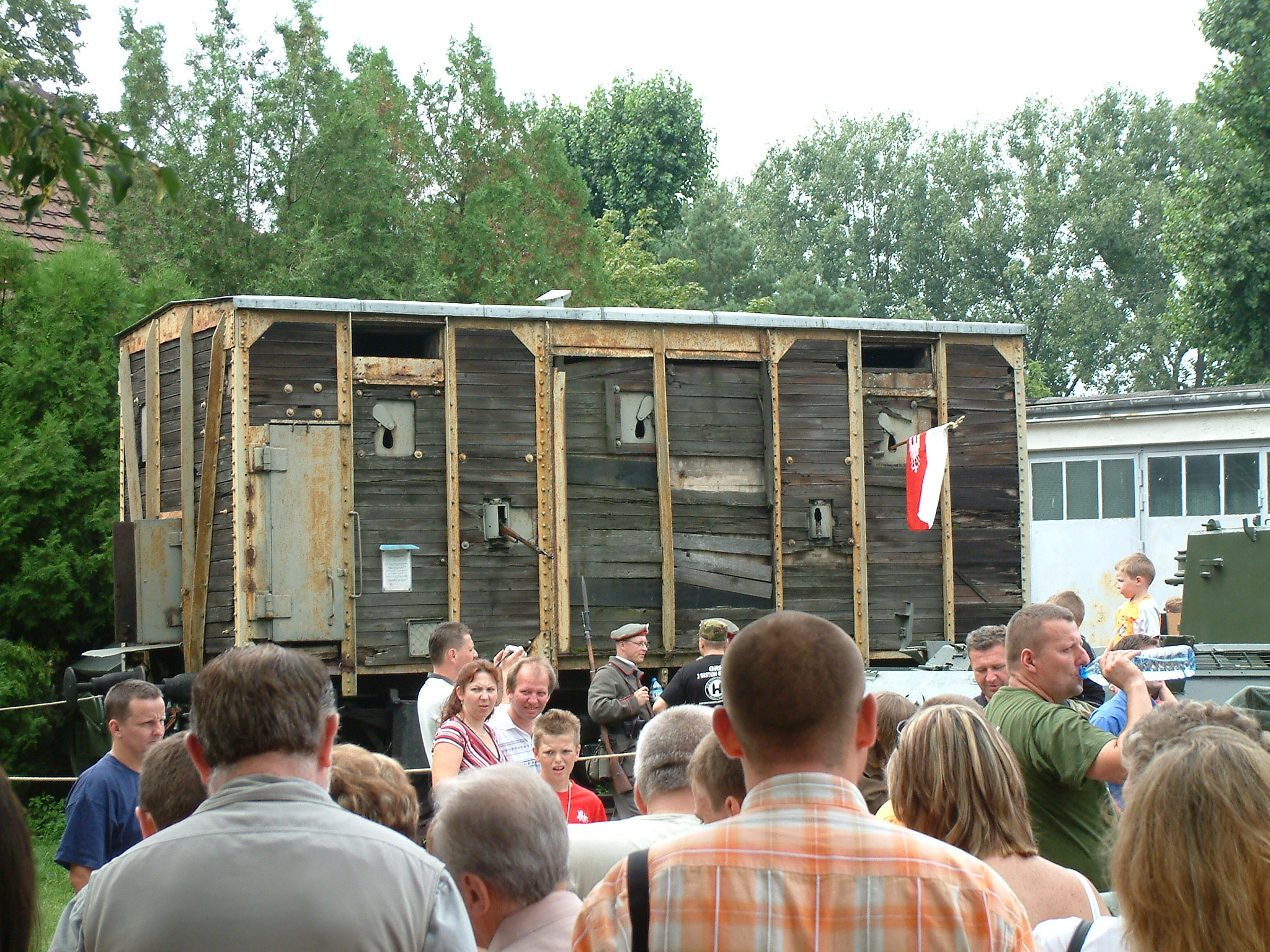
Panzerzug Nr. 11 „Poznańczyk“ (1920)

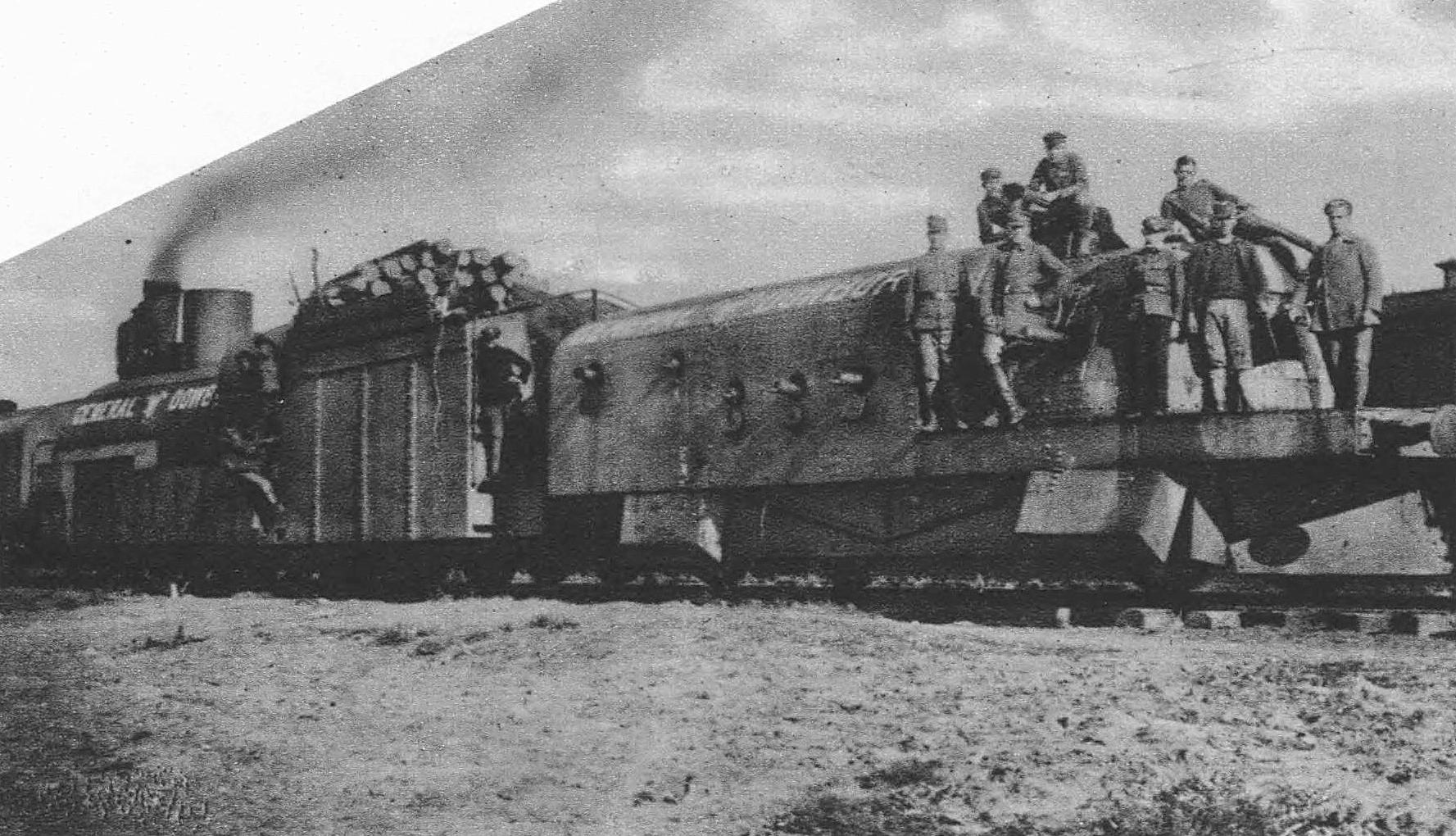
Panzerzug Nr. 20 „Generał Dowbor“ (1920)

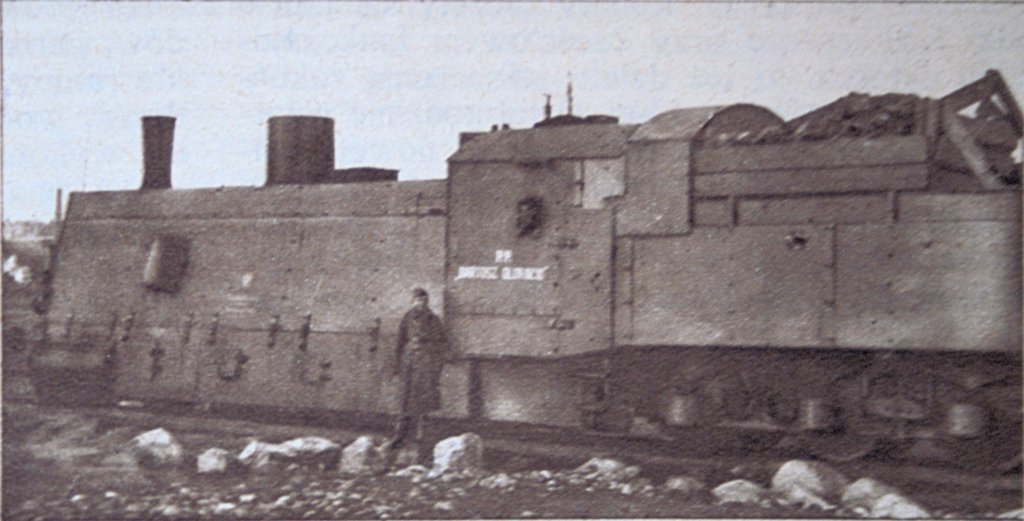
Panzerzug Nr. 20 „Bartosz Głowacki“ (1920)

- P.P. 19 „Suwalczyk “ / „Śmiały-szeroki“
- P.P. 19 „Podhalanin“
- P.P. 20 „Krechowiak“ / „Generał Dowbor“
- P.P. 20 „Bartosz Głowacki“
- P.P. 21 „Postrach“ /„Generał Listowski“
- P.P. 21 „Pierwszy Marszałek“
- P.P. 22 „Groźny“
- P.P. 23 „Generał Sikorski“
- P.P. 23 „Śmierć“
- P.P. 24 „Generał Konarzewski“
- P.P. 24 „Śmigły“
- P.P. 25 „Rewera“
- P.P. 25 „Stefan Czarniecki“
- P.P. 26 „Generał Sosnkowski“
- P.P. 27 „Ochotnik“
- P.P. 27 „Jan Kiliński“
- P.P. 28 „Generał Krajowski“
- P.P. „Ciechanowiak“
- P.P. „Dobrowolec“
- P.P. „Generał Dąbrowski“
- P.P. „Goplana“
- P.P. „Góral“
- P.P. „Hallerczyk-szeroki“
- P.P. „Kanonier“
- P.P. „Kaniowczyk“
- P.P. „Kaniów II“
- P.P. „Kraków“
- P.P. „Magik“
- P.P. „Orzeł Biały“
- P.P. „Pancernik Jarosław“
- P.P. „Polesiak“
- P.P. „Poznań“
- P.P. „Strzelec Kresowy“
- P.P. „Strzelec Lwowski“
- P.P. „Warszawa“
- P.P. „Wściekły“

### Dritter oberschlesischer Aufstand(1921)
- P.P. 1 „Korfanty“
- P.P. 2 „Nowina-Doliwa“
- P.P. 3 „Pieron“
- P.P. 4 „Naprzód“
- P.P. 5 „Powstaniec“ / „Szwoleżer“
- P.P. 6 „Ułan“
- P.P. 7 „Bajończyk“
- P.P. 8 „Górnik“ /„Mściciel II“
- P.P. 9 „Lubieniec“
- P.P. 10 „Ludyga“
- P.P. 11 „Lew“
- P.P. 12 „Pantera“

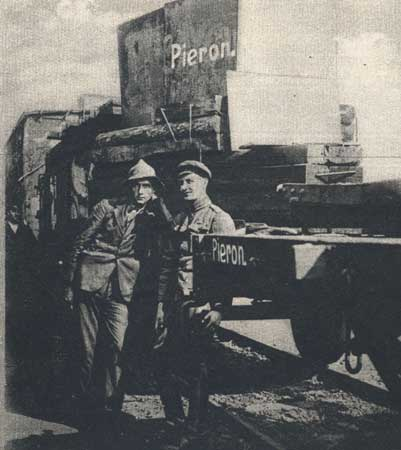
Panzerzug Nr. 3 „Pieron“ (1921)

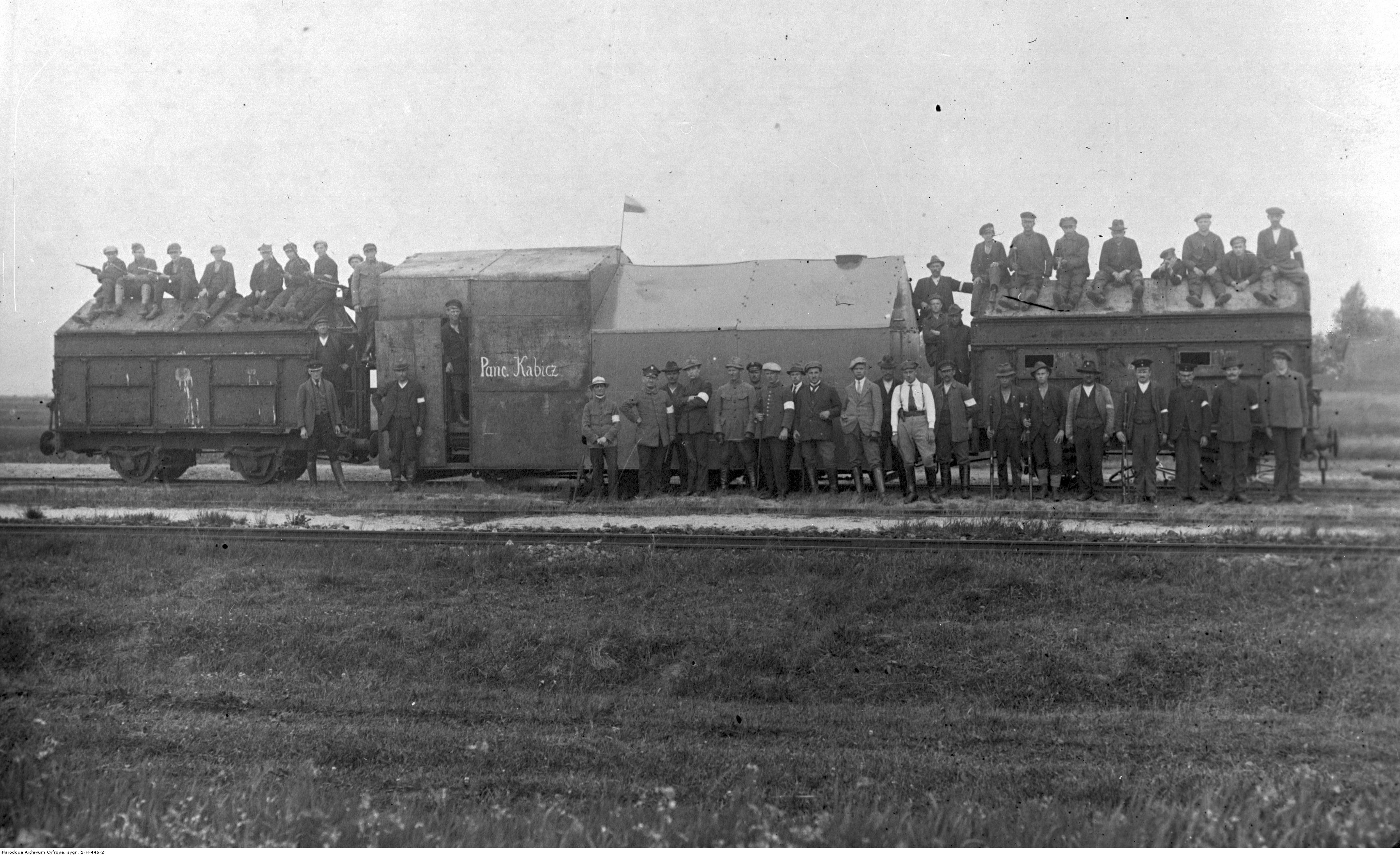
Panzerzug Kabicz

- P.P. 13 „Neugebauer“ / „Nowak“ / „Nowak II“
- P.P. 14 „Zygmunt Powstaniec“
- P.P. 15 „Tadek Ślązak“
- P.P. 16 „Testart“ / „Piast“
- P.P. „Kabicz“
- P.P. „Ślązak“

### Zwischen 1923 und 1924
- P.P. 1 „Piłsudczyk“
- P.P. 2 „Śmiały“
- P.P. 3 „Pierwszy Marszałek“
- P.P. 4 „Groźny“
- P.P. 5 „Danuta“
- P.P. 6 „Zagończyk“
- P.P. 7 „Paderewski“
- P.P. 8 „Śmierć“
- P.P. 9 „Poznańczyk“
- P.P. 10 „Bartosz Głowacki“
- P.P. 11 „Stefan Czarniecki“
- P.P. 12 „Generał Sosnkowski“

### Zwischen 1925 und 1939

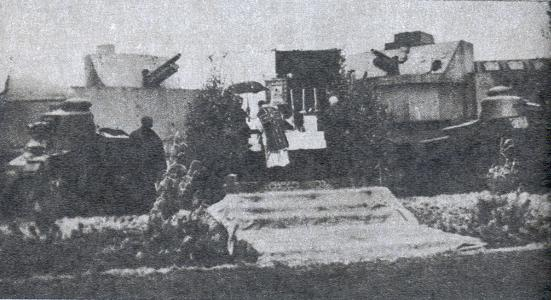
Panzerzug Nr. 6 „Groźny“ (1936)

- P.P. 1 „Danuta“
- P.P. 2 „Generał Sosnkowski“
- P.P. 3 „Paderewski“
- P.P. 4 „Śmierć“
- P.P. 5 „Śmiały“
- P.P. 6 „Groźny“
- P.P. 7 „Piłsudczyk“
- P.P. 8 „Stefan Czarniecki“
- P.P. 9 „Pierwszy Marszałek“
- P.P. 10 „Bartosz Głowacki“
- P.P. 11 „Poznańczyk“
- P.P. 12 „Zagończyk“

### Im Zweiten Weltkrieg (1939)

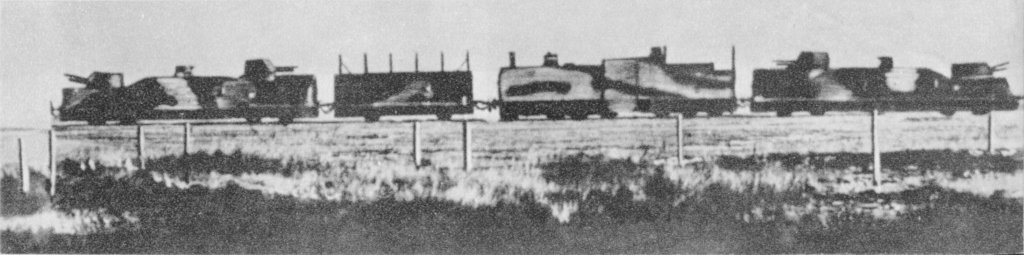
Panzerzug Nr. 11 „Danuta“ (1939)

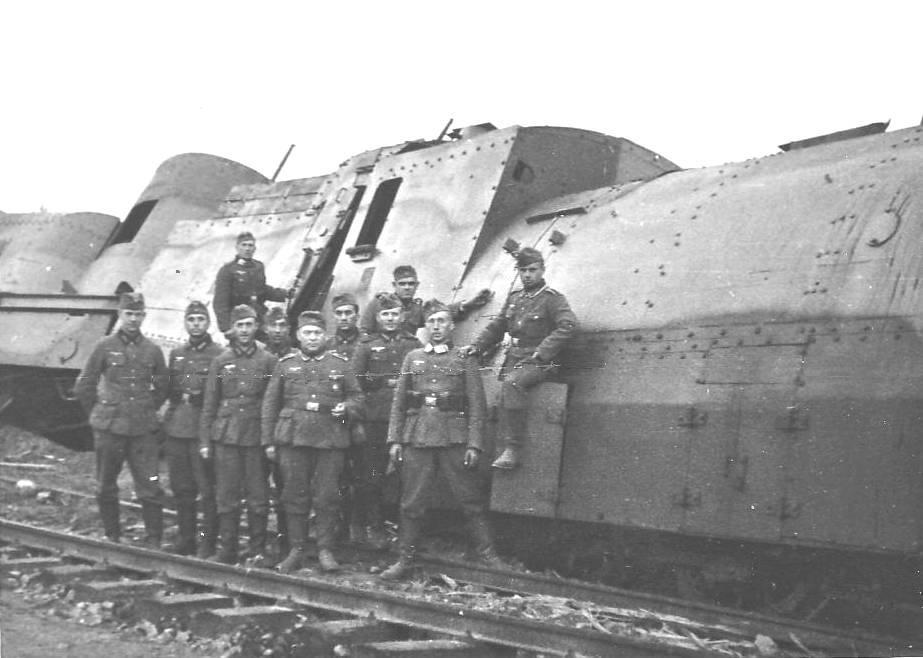
Panzerzug Nr. 13 „Generał Sosnkowski“ (1939)

- P.P. 11 (Danuta)
- P.P. 12 (Poznańczyk)
- P.P. 13 (Generał Sosnkowski)
- P.P. 14 (Paderewski)
- P.P. 15 (Śmierć)
- P.P. 51 (Pierwszy Marszałek)
- P.P. 52 (Piłsudczyk)
- P.P. 53 (Śmiały)
- P.P. 54 (Groźny)
- P.P. 55 (Bartosz Głowacki)
- P.P. „Smok Kaszubski“
- Ausbildungspanzerzug
- Küstenschutzzug 1
- Küstenschutzzug 2

### Nachkriegszeit (ab 1945)
- P.P. 1 „Szeczin“
- P.P. 2 „Grom“
- P.P. 3 „Huragan“
- P.P. 4 „Blyskawica“